# Gosodesmus claremontus
Gosodesmus claremontus är en mångfotingart som beskrevs av Chamberlin 1922. Gosodesmus claremontus ingår i släktet Gosodesmus och familjen Andrognathidae. Inga underarter finns listade i Catalogue of Life.